# FC Ruggell
FC Ruggell (Fussball Club Ruggell) is de voetbalvereniging van de gemeente Ruggell in Liechtenstein. De vereniging werd in 1958 opgericht.

## Mannen
De finale van de Liechtensteinse voetbalbeker werd zes keer bereikt en zes keer verloren. Omdat het vorstendom geen eigen competitie kent, speelt FC Ruggell op amateurniveau mee in Zwitserland. Het standaardelftal speelt in de lagere regionen onder de vlag van de Ost Schweizer Fussballverband (OVF).

### Erelijst
- Beker van Liechtenstein

Finalist in 1963, 1973, 1978, 1981, 2001, 2007, 2019

## Vrouwen
Het vrouwenelftal van FC Ruggell was een team dat vrij succesvol was. Ze speelden enige tijd in de Zwitserse National A-Liga. In 2006 degradeerden ze hieruit en speelden twee seizoenen in de National B-Liga. In het seizoen 2007/08 wisten ze opnieuw promotie af te dwingen, maar vanwege financiële problemen was de club genoodzaakt zich terug te trekken.